# Vsevolod Ivanovič Romanov
Il principe Vsevolod Ivanovič Romanov, in russo Всеволод Иоаннович Романов? (San Pietroburgo, 20 gennaio 1914 – Londra, 18 giugno 1973), è stato un membro della famiglia imperiale russa.
era un pronipote di linea maschile dello zar Nicola I di Russia e nipote del re Alessandro I di Jugoslavia . Era l'ultimo membro maschio della famiglia Romanov nato nella Russia imperiale. Era un lontano cugino e figlioccio dello zar Nicola II di Russia, nonché cugino di secondo grado sia del principe Filippo, duca di Edimburgo, sia della principessa Marina di Grecia
Durante la rivoluzione suo padre e due zii furono imprigionati e successivamente assassinati insieme ad altri parenti Romanov nel luglio 1918. Nell'ottobre 1918 sua nonna fuggì con il principe Vsevolod di quattro anni in Svezia dove poté ricongiungersi con sua madre, la principessa Elena di Serbia. Dopo un periodo in Francia e Belgrado si stabilirono infine in Inghilterra. Il principe Vsevolod ha studiato a Eton e Oxford. Trascorse il resto della sua vita in esilio in Gran Bretagna . Nel 1939 sposò Lady Mary Lygon di Madresfield Court . Divorziarono nel 1956. Il principe Vsevolod si sposò altre due volte, ma non ebbe figli da nessuno dei suoi matrimoni.

## Biografia

### Primi anni di vita
Vsevolod Ivanovič Romanov, figlio maggiore del principe Ivan Konstantinovič di Russia e della principessa Elena di Serbia, nacque il 20 gennaio 1914 al Palazzo di Marmo di San Pietroburgo. In un manifesto pubblicato il giorno successivo, lo zar Nicola II lo nominò Altezza e Principe del Sangue Imperiale. Il 25 gennaio l'imperatore, insieme a sua moglie Aleksandra e sua madre, l'imperatrice vedova Maria Feodorovna, partecipò al battesimo del principe, celebrato nella cappella del Palazzo di marmo dal confessore personale della coppia imperiale. Insieme alla nonna paterna di Vsevolod, Elisabetta Mavriekievna, lo stesso Nicola II fu nominato uno dei suoi padrini. Il giovane principe trascorse i suoi primi anni vivendo con i suoi genitori negli appartamenti dell'ala settentrionale del Palazzo di Pavlovsk. Durante la prima guerra mondiale, il padre di Vsevelod, il principe Ivan, combatté nell'esercito imperiale, e si trovava al fronte quando iniziò la rivoluzione russa del 1917. Anche sua madre Elena fu impegnata nella Grande Guerra, prestando servizio come infermiera, mentre Vsevelod e sua sorella Ekaterina rimasero a San Pietroburgo sotto la tutela della nonna paterna. 

### Rivoluzione bolscevica
Durante il governo provvisorio e dopo la Rivoluzione d'Ottobre, il principe Vsevolod visse con sua nonna e alcuni parenti a Pavlovsk. Quando la missione diplomatica serba abbandonò la Russia nel 1918, alla famiglia di Vsevolod fu proposta, senza successo, una fuga in Finlandia sotto protezione serba. Con l'inizio del regime comunista, il padre di Vsevolod e due dei suoi zii Konstantin e Igor' furono mandati in esilio interno negli Urali. Furono poi uccisi ad Alapaevsk, insieme ad altri parenti Romanov, nel luglio 1918. La madre di Vsevolod, che aveva seguito il marito, trascorse molti mesi in prigione, scampando però alla morte. Il principe Vsevolod e sua sorella, intanto, erano al sicuro con la nonna al Palazzo di Marmo. Col passare del tempo, man mano che il palazzo e il suo contenuto venivano requisiti, le loro condizioni divennero sempre più precarie. La nonna fu costretta a vendere segretamente i cimeli di famiglia per provvedere ai suoi nipoti. 
Alla fine Vsevolod e i suoi familiari riuscirono a fuggire dalla Russia rivoluzionaria con l'aiuto dei diplomatici svedesi, su invito della regina di Svezia Vittoria di Baden. Nell'ottobre 1918, il piccolo gruppo familiare composto da Vsevolod, di quattro anni, sua sorella Ekaterina, la loro nonna paterna, suo zio Georgij, sua zia Vera, Miss Irwin (la bambinaia irlandese dei bambini) e tre assistenti furono autorizzati dai bolscevichi a lasciare la Russia. Viaggiarono fino a Tallinn in Estonia, e da lì attraversarono il Baltico approdando in Finlandia. A Helsinki salirono a bordo della nave svedese Ångermanland e arrivarono infine a Stoccolma. Al porto della capitale svedese, incontrarono il principe Gustavo Adolfo, che li scortò al palazzo reale . 

### Esilio
Dopo aver trascorso alcune settimane al palazzo reale di Stoccolma, la famiglia si trasferì in una piccola città termale in Svezia. Lì, nel 1919, Vsevolod si riunì a sua madre. Negli anni successivi vissero a Parigi e poi a Belgrado con il nonno materno di Vsevolod, Pietro I di Serbia. Dopo la morte di quest'ultimo nel 1921, lo zio di Vsevolod, Alessandro I, acquistò per lui e per la sua famiglia una villa a Saint-Jean-Cap-Ferrat, nel sud della Francia. Alla fine, però, decisero di stabilirsi in Inghilterra.
Il principe Vsevolod fu istruito a Eton e Oxford. Nell'ottobre 1933 Vsevolod fu operato per appendicite in una casa di cura di Londra. Durante l'anno successivo, a poco più di vent'anni, il principe assiduamente gli alti circoli sociali inglesi. Incontrò la regina Maria di Teck nel luglio 1936, partecipò al battesimo del principe Vittorio Emanuele d'Italia nel giugno 1937 e presiedette il ballo di beneficenza russo in dicembre. In qualità di Mr. Romanof, gestiva un'azienda nel nord di Londra che vendeva lubrificanti.

### Matrimonio

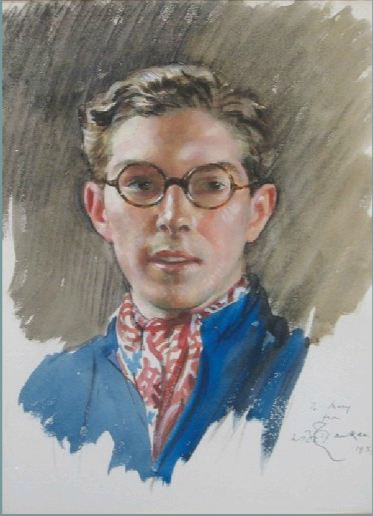
William Ranken, Sua Altezza Reale, il principe Vesevolode di Russia, 1939

Il fidanzamento del principe Vsevolod con Lady Mary Lygon fu annunciato il 1º febbraio 1939. Il matrimonio civile ebbe luogo il 31 maggio 1939, a Chelsea, alla presenza di due sorelle della sposa, due testimoni e un prete russo. La cerimonia religiosa fu celebrata il giorno successivo nella chiesa ortodossa russa di Buckingham Palace Road. I granduchi Vladimimir Kirillovič e Dmitrij Pavlovič e il principe Dmitrij Aleksandrovič erano tra i testimoni dello sposo. Lady Mary fu intitolata ''principessa Romanovsky-Pavlovsky'', titolo concesso dal Granduca Vladimir Kirillovič su richiesta di Vsevolod. 
La coppia si stabilì in una grande casa a Lennox Gardens. Il principe Vsevolod lavorava presso “Saccone & Speed Wine Merchants” a Sackville Street, Londra. Allo scoppio della seconda guerra mondiale a settembre, il principe si offrì volontario come sentinella notturna per gli attacchi aerei. I suoi compiti consistevano nel garantire che fosse praticato l'oscuramento, suonare le sirene di allarme, far evacuare le aree intorno alle bombe inesplose, aiutare i feriti e trovare alloggi per le persone rimaste senza dimora. Sua moglie dirigeva l'Unità della Principessa Pavlovsky, un'unità della Croce Rossa dotata di un'ambulanza. Nel 1940 la coppia si trasferì in una piccola casa a Montpelier Walk, a South Kensington. Nonostante le restrizioni della guerra, la coppia visse in modo sfarzoso, organizzando spesso festini e cene per i diplomatici serbi. In questo periodo il principe Vsevolod fu nominato maggiore dell'esercito serbo. Nell'agosto del 1942, lo scrittore Evelyn Waugh si trasferì con la coppia, rimanendo nel loro piccolo cottage per obblighi militari. Waugh era un caro amico di Lady Mary e dei suoi fratelli dal 1930. Si suppone che Madresfield Court, la casa ancestrale della famiglia Lygon, sia stata l'ispirazione per il suo romanzo “Brideshead”. Waugh trascorse il Natale del 1943 con il principe Vsevolod e sua moglie. Il famoso autore non provava simpatia per il principe perché era innamorato di Mary. Waugh ammise nel suo diario: «Trovo la mia antipatia per Vsevolod così schiacciante che non posso sedermi nella stanza con lui. Mamie [Mary] è perduta per me». Riteneva inoltre che la vita del principe, esclusa la sua attività commerciale, fosse priva di uno scopo.
Dopo la guerra, il principe Vsevolod e sua moglie si trasferirono in una casa in stile palladiano a North Terrace, Kensington. Non avendo figli, erano molto affezionati ai loro cani pechinesi. Negli anni successivi, però, la loro unione cominciò a vacillare. Entrambi erano accaniti bevitori e Lady Mary cadde in una depressione alcolica depressiva. La coppia arrivò persino a lanciarsi addosso tazze di tè caldo. Gli amici di Mary non amavano il principe, considerandolo uno scialacquatore senza freni. Nel 1952 la coppia viveva ancora negli stessi appartamenti, con il patrimonio completamente sperperato e senza rivolgersi la parola. L'anno successivo si trasferirono a Hove, nel Sussex. Per ricavarsi del denaro, Mary dovette impegnare dei suoi gioielli. Suo fratello maggiore (ora Lord Beauchamp) e sua sorella Lady Lettice proposero di ospitarli a turno, ma i coniugi rifiutarono. Subito dopo il Natale del 1953, Vsevolod lasciò la casa coniugale. Nel 1954, la salute mentale di Mary peggiorò. La coppia ottenne il divorzio nel febbraio 1956 a causa dell'adulterio del principe Vsevolod.

### Ultimi anni e morte
Nel marzo 1956, il principe Vsevolod sposò la sua amante, la nobildonna ungherese Emilia de Gosztonyi (Budapest, 19 aprile 1914 - Monte Carlo, 9 luglio 1993), figlia di Eugen de Gosztonyi ed Ethel Jolán Törö de Thury. Emilia era stata precedentemente sposata con il conte Sigismund von Berchtold zu Ungarschütz .
Come figlia di un nobile ungherese minore, Emilia ricevette il titolo di principessa Romanovsky dal Granduca Vladimir. A corto di denaro, nel marzo 1957, il principe vendette alcuni vecchi dipinti da Christie's, tra cui un ritratto dell'imperatore Paolo, del granduca Costantino e dell'imperatore Alessandro I. Dopo cinque anni, il secondo matrimonio del principe Vsevolod si concluse con il divorzio nel febbraio 1961. Non ebbe figli neanche da questa unione.
A Londra, l'8 giugno 1961, Vsevolod si risposò, questa volta con Valli Knust (Londra, 4 aprile 1930 - Sherborne, Dorset, 10 luglio 2012), che fu nominata principessa Romanovsky Knust. Il loro matrimonio fu molto felice, ma non ebbero figli. Nel gennaio 1966 il principe Vsevolod fu nominato assistente personale del presidente e amministratore delegato della società United Guarantee. Nel giugno 1970 Vsevolod subì un'operazione a Londra, che segnò l'inizio di una lunga e dolorosa battaglia contro il cancro. Morì a Londra il 18 giugno 1973. I funerali ebbero luogo una settimana dopo, presso la chiesa ortodossa russa a Kensington. Tra i presenti c'erano Paolo di Jugoslavia e il principe Vasilij Aleksandrovič. Fu sepolto al Cimitero di Gunnersbury, a Londra. Con la morte del principe Vsevolod, la linea maschile del ramo Konstantinovič della famiglia Romanov si estinse.

## Titolo e stile
- Sua Altezza il Principe Vsevolod Ivanovich di Russia

## Ascendenza
|                                   |                         |                                  | Genitori                          |  |  | Nonni |  |  | Bisnonni                      |  |  | Trisnonni          |  |
|                                   |                         |                                  |                                   |  |  |       |  |  | Konstantin Nikolaevič Romanov |  |  | Nicola I di Russia |  |
|                                   |                         |                                  |                                   |  |  |       |  |  | Konstantin Nikolaevič Romanov |  |  | Nicola I di Russia |  |
|                                   |                         | Carlotta di Prussia              |                                   |  |  |       |  |  | Konstantin Nikolaevič Romanov |  |  |                    |  |
| Konstantin Konstantinovič Romanov |                         |                                  |                                   |  |  |       |  |  | Konstantin Nikolaevič Romanov |  |  |                    |  |
|                                   |                         | Alessandra di Sassonia-Altenburg | Giuseppe di Sassonia-Altenburg    |  |  |       |  |  |                               |  |  |                    |  |
|                                   |                         | Alessandra di Sassonia-Altenburg | Giuseppe di Sassonia-Altenburg    |  |  |       |  |  |                               |  |  |                    |  |
|                                   |                         | Alessandra di Sassonia-Altenburg | Amalia di Württemberg             |  |  |       |  |  |                               |  |  |                    |  |
| Ivan Konstantinovič Romanov       |                         | Alessandra di Sassonia-Altenburg |                                   |  |  |       |  |  |                               |  |  |                    |  |
|                                   |                         | Maurizio di Sassonia-Altenburg   | Giorgio di Sassonia-Altenburg     |  |  |       |  |  |                               |  |  |                    |  |
|                                   |                         | Maurizio di Sassonia-Altenburg   | Giorgio di Sassonia-Altenburg     |  |  |       |  |  |                               |  |  |                    |  |
|                                   |                         | Maurizio di Sassonia-Altenburg   | Maria di Meclemburgo-Schwerin     |  |  |       |  |  |                               |  |  |                    |  |
| Elisabetta di Sassonia-Altenburg  |                         | Maurizio di Sassonia-Altenburg   |                                   |  |  |       |  |  |                               |  |  |                    |  |
|                                   |                         | Augusta di Sassonia-Meiningen    | Bernardo II di Sassonia-Meiningen |  |  |       |  |  |                               |  |  |                    |  |
|                                   |                         | Augusta di Sassonia-Meiningen    | Bernardo II di Sassonia-Meiningen |  |  |       |  |  |                               |  |  |                    |  |
|                                   |                         | Augusta di Sassonia-Meiningen    | Maria Federica d'Assia-Kassel     |  |  |       |  |  |                               |  |  |                    |  |
| Vsevolod Ivanovič Romanov         |                         | Augusta di Sassonia-Meiningen    |                                   |  |  |       |  |  |                               |  |  |                    |  |
|                                   | Aleksandar Karađorđević | Karađorđe Petrović               |                                   |  |  |       |  |  |                               |  |  |                    |  |
|                                   | Aleksandar Karađorđević | Karađorđe Petrović               |                                   |  |  |       |  |  |                               |  |  |                    |  |
|                                   | Aleksandar Karađorđević | Jelena Jovanović                 |                                   |  |  |       |  |  |                               |  |  |                    |  |
| Pietro I di Serbia                | Aleksandar Karađorđević |                                  |                                   |  |  |       |  |  |                               |  |  |                    |  |
|                                   |                         | Persida Nenadović                | Jevrem Nenadović                  |  |  |       |  |  |                               |  |  |                    |  |
|                                   |                         | Persida Nenadović                | Jevrem Nenadović                  |  |  |       |  |  |                               |  |  |                    |  |
|                                   |                         | Persida Nenadović                | Jovanka Milovanović               |  |  |       |  |  |                               |  |  |                    |  |
| Elena Karađorđević                |                         | Persida Nenadović                |                                   |  |  |       |  |  |                               |  |  |                    |  |
|                                   |                         | Nicola I del Montenegro          | Mirko Petrović-Njegoš             |  |  |       |  |  |                               |  |  |                    |  |
|                                   |                         | Nicola I del Montenegro          | Mirko Petrović-Njegoš             |  |  |       |  |  |                               |  |  |                    |  |
|                                   |                         | Nicola I del Montenegro          | Anastasija Martinović             |  |  |       |  |  |                               |  |  |                    |  |
| Zorka del Montenegro              |                         | Nicola I del Montenegro          |                                   |  |  |       |  |  |                               |  |  |                    |  |
|                                   |                         | Milena Vukotić                   | Petar Vukotić                     |  |  |       |  |  |                               |  |  |                    |  |
|                                   |                         | Milena Vukotić                   | Petar Vukotić                     |  |  |       |  |  |                               |  |  |                    |  |
|                                   |                         | Milena Vukotić                   | Jelena Vervodić                   |  |  |       |  |  |                               |  |  |                    |  |
|                                   |                         | Milena Vukotić                   |                                   |  |  |       |  |  |                               |  |  |                    |  |